# Alicia García Rodríguez
Alicia García Rodríguez (Ávila, 3 de enero de 1970) es una política española del Partido Popular (PP), diputada en el Congreso de los Diputados desde 2019 hasta 2023 y actual senadora por la circunscripción de Ávila. Desde el 30 de noviembre de 2023 es la portavoz del Grupo Parlamentario Popular en el Senado. También es concejala en el Ayuntamiento de Ávila desde el 17 de junio de 2023.
Ha sido concejala de Presidencia, Participación Ciudadana y Compras del Ayuntamiento de Ávila (2003-2007) y en la Junta de Castilla y León ha desempeñado los cargos de directora general de la Mujer (2007-2011), consejera de Cultura y Turismo (2011-2015) y consejera de Familia e Igualdad de Oportunidades (2015-2019).

## Biografía
Nacida en Ávila el 3 de enero de 1970, se licenció en Ciencias Económicas y Empresariales por la Universidad Complutense de Madrid. Desarrolló una carrera profesional en el sector privado ligada fundamentalmente al ámbito bancario y empresarial.

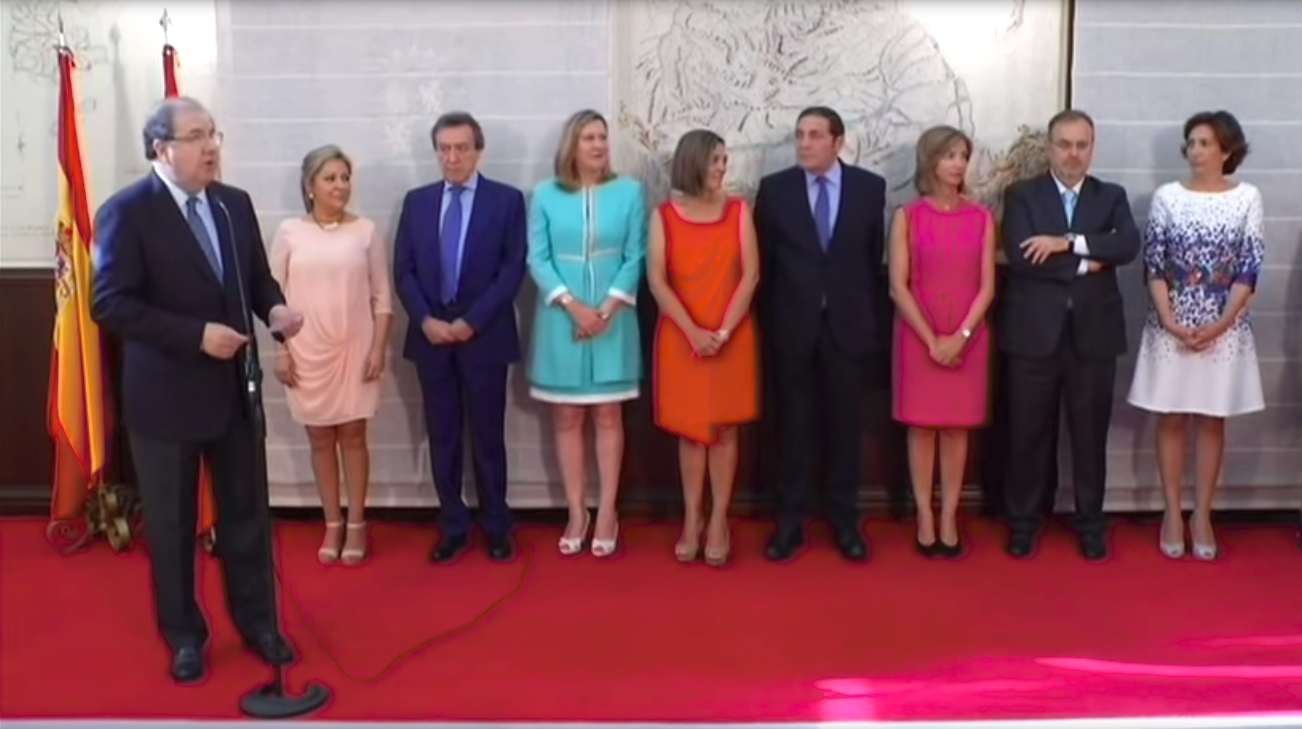
Durante la toma de posesión de los consejeros del último gobierno regional de Juan Vicente Herrera el 8 de julio de 2015.

Candidata en el número 9 de la lista del Partido Popular (PP) para las elecciones municipales de 2003 en Ávila, resultó elegida concejala. Entre 2003 y 2007 ejerció de concejala de Presidencia en la junta de gobierno del consistorio.
Elegida procuradora de la vii legislatura de las Cortes de Castilla y León en las autonómicas de 2007, en representación de la provincia de Ávila. Ese mismo año fue nombrada directora general de la Mujer de la Consejería de Familia e Igualdad de Oportunidades de la Junta de Castilla y León, cargo que desempeñó hasta el año 2011.
En el 2011 volvió a ser elegida procuradora en las Cortes de Castilla y León y formó parte del gobierno autonómico de Juan Vicente Herrera como Consejera de Cultura y Turismo de la Junta de Castilla y León, cargo que ocupó hasta el 2015 por ser nombrada consejera de Familia e Igualdad de Oportunidades en el último gobierno de Herrera.
El 15 de marzo de 2019 la Comisión Electoral Nacional del PP hizo público el anuncio de que García concurriría como cabeza de lista por Ávila de cara a las elecciones generales de 2019.
En las elecciones municipales del 28 de mayo de 2023, fue la cabeza de lista del PP, siendo elegida concejala y portavoz de la formación en el Ayuntamiento de Ávila al no conseguir los votos necesarios para ser investida alcaldesa.
En las elecciones generales de 2023, fue en la lista del PP para el Senado de España, consiguiendo ser elegida. El 30 de noviembre, Alberto Núñez Feijóo la propone a la dirección de la formación como portavoz del Grupo Parlamentario Popular en el Senado de España en sustitución de Javier Arenas. 